# Gibbaranea bituberculata strandiana
Gibbaranea bituberculata strandiana is een spinnenondersoort in de taxonomische indeling van de wielwebspinnen (Araneidae).
Het dier behoort tot het geslacht Gibbaranea. De wetenschappelijke naam van de soort werd voor het eerst geldig gepubliceerd in 1936 door Gábor von Kolosváry.